# Mikadonius gracilis
Mikadonius gracilis is een keversoort uit de familie zwamspartelkevers (Melandryidae). De wetenschappelijke naam van de soort werd in 1895 gepubliceerd door George Lewis. Lewis publiceerde in hetzelfde artikel ook de beschrijving van het nieuwe geslacht Mikadonius, dat veel overeenkomsten vertoont met Serropalpus.
De soort komt voor in Japan.